# Westdeutsche Fußballmeisterschaft 1905/06
Die westdeutsche Fußballmeisterschaft 1905/06 war der vierte vom Rheinisch-Westfälischen Spiel-Verbandes organisierte Wettbewerb. Sieger wurde der Cölner FC 1899. In der Endrunde um die deutsche Meisterschaft erreichten die Kölner das Viertelfinale.
Neben den drei Bezirken Köln/Bonn, Niederrhein und Rhein/Ruhr wurde noch der Bezirk Mark eingerichtet. Die vier Bezirksmeister ermittelten danach in einer Endrunde den westdeutschen Meister.

## Bezirksmeisterschaften

### Bezirk I Köln/Bonn
| Pl. | Verein                | Sp. | S | U | N | Tore    | Quote | Punkte |
| --- | --------------------- | --- | - | - | - | ------- | ----- | ------ |
| 1.  | Cölner FC 1899        | 10  | 9 | 0 | 1 | 042:900 | 4,67  | 18:20  |
| 2.  | Bonner FV             | 10  | 6 | 2 | 2 | 027:140 | 1,93  | 14:60  |
| 3.  | Cölner BC 1901        | 10  | 5 | 0 | 5 | 024:200 | 1,20  | 10:10  |
| 4.  | Aachener FC Alemannia | 10  | 3 | 2 | 5 | 013:210 | 0,62  | 08:12  |
| 5.  | Dürener FC 1903       | 10  | 1 | 2 | 7 | 012:240 | 0,50  | 04:16  |
| 6.  | FC Borussia Cöln      | 10  | 1 | 2 | 7 | 007:370 | 0,19  | 04:16  |

### Bezirk II Niederrhein
| Pl. | Verein                   | Sp. | S | U | N | Tore    | Quote | Punkte |
| --- | ------------------------ | --- | - | - | - | ------- | ----- | ------ |
| 1.  | FC Viktoria Ratingen (N) | 8   | 6 | 1 | 1 | 037:900 | 4,11  | 13:30  |
| 2.  | FC München-Gladbach      | 8   | 5 | 1 | 2 | 018:110 | 1,64  | 11:50  |
| 3.  | Düsseldorfer FC 1899     | 8   | 5 | 0 | 3 | 012:100 | 1,20  | 10:60  |
| 4.  | Crefelder FC 1895 a (N)  | 8   | 2 | 0 | 6 | 017:210 | 0,81  | 04:12  |
| 5.  | Düsseldorfer SV 04 (N)   | 8   | 1 | 0 | 7 | 006:390 | 0,15  | 02:14  |
| 6.  | Rheydter TV 1847 b (N)   | 0   | 0 | 0 | 0 | 000:000 | 1,00  | 0:0    |

| (N) | Aufsteiger |

### Bezirk III Rhein/Ruhr
| Pl. | Verein                     | Sp. | S | U | N | Tore    | Quote | Punkte |
| --- | -------------------------- | --- | - | - | - | ------- | ----- | ------ |
| 1.  | Duisburger SpV             | 8   | 7 | 1 | 0 | 029:700 | 4,14  | 15:10  |
| 2.  | Essener SV 1899            | 8   | 5 | 0 | 3 | 014:140 | 1,00  | 10:60  |
| 3.  | Essener TB                 | 8   | 4 | 0 | 4 | 034:310 | 1,10  | 08:80  |
| 4.  | Duisburger SC Preußen 1901 | 8   | 3 | 0 | 5 | 012:200 | 0,60  | 06:10  |
| 5.  | Duisburger BV c (N)        | 8   | 0 | 1 | 7 | 004:210 | 0,19  | 01:15  |

| (N) | Aufsteiger |

### Bezirk IV Mark
| Pl. | Verein             | Sp. | S | U | N | Tore    | Quote | Punkte |
| --- | ------------------ | --- | - | - | - | ------- | ----- | ------ |
| 1.  | SuS Schalke 96     | 4   | 2 | 2 | 0 | 014:600 | 2,33  | 06:20  |
| 2.  | Hammer FC 1903     | 4   | 1 | 1 | 2 | 009:600 | 1,50  | 03:50  |
| 3.  | Dortmunder FC 1895 | 4   | 1 | 1 | 2 | 003:140 | 0,21  | 03:50  |
| 4.  | BV 04 Dortmund d   | 0   | 0 | 0 | 0 | 000:000 | 1,00  | 0:0    |

## Endrunde
Für die Endrunde um die westdeutsche Meisterschaft liegen zwei Tabellen vor. Fußballhistoriker Hardy Grüne veröffentlichte im Jahre 1996 eine Tabelle, nach der fünf der zwölf Spiele nicht ausgetragen wurden. Da die Vereine Cölner FC 1899 und Duisburger SpV jeweils einmal gegen den jeweiligen anderen gewonnen haben, wurde ein Entscheidungsspiel angesetzt. Der Deutsche Sportclub für Fußball-Statistiken (DSFS) veröffentlichte im Jahre 2009 eine Tabelle, nach der einige Spiele gewertet wurden. Nach dieser Tabelle waren Cöln und Duisburg punktgleich und mussten ein Entscheidungsspiel austragen.

### Endrunde laut Grüne
| Pl. | Verein               | Sp. | S | U | N | Tore    | Quote | Punkte |
| --- | -------------------- | --- | - | - | - | ------- | ----- | ------ |
| 1.  | Duisburger SpV       | 5   | 4 | 0 | 1 | 018:500 | 3,60  | 08:20  |
| 2.  | Cölner FC 1899       | 4   | 3 | 0 | 1 | 025:500 | 5,00  | 06:20  |
| 3.  | FC Viktoria Ratingen | 2   | 0 | 0 | 2 | 000:100 | 0,00  | 0:40   |
| 4.  | SuS Schalke 96       | 3   | 0 | 0 | 3 | 000:230 | 0,00  | 0:60   |

### Endrunde laut DSFS
| Pl. | Verein                 | Sp. | S | U | N | Tore    | Quote | Punkte |
| --- | ---------------------- | --- | - | - | - | ------- | ----- | ------ |
| 1.  | Cölner FC 1899         | 6   | 5 | 0 | 1 | 025:500 | 5,00  | 10:20  |
| 2.  | Duisburger SpV         | 6   | 5 | 0 | 1 | 018:500 | 3,60  | 10:20  |
| 3.  | FC Viktoria Ratingen e | 6   | 0 | 0 | 6 | 000:100 | 0,00  | 0:12   |
| 4.  | SuS Schalke 96         | 6   | 0 | 0 | 6 | 000:230 | 0,00  | 0:12   |

|                        | CÖL | DUI | RAT | SCH   |
| ---------------------- | --- | --- | --- | ----- |
| Cölner FC 1899         | –   | 2:1 | X:0 | 14:00 |
| Duisburger SpV         | 4:3 | –   | 9:0 | X:0   |
| FC Viktoria Ratingen e | 0:X | 0:1 | –   | f     |
| SuS Schalke 96         | 0:6 | 0:3 | f   | –     |

### Entscheidungsspiel
| Datum          |                | Ergebnis  |                | Austragungsort |
| -------------- | -------------- | --------- | -------------- | -------------- |
| 29. April 1906 | Cölner FC 1899 | 3:2 (3:0) | Duisburger SpV | Bonn           |